# Innico Siscara
Innico Siscara (falecido em 1619) foi um prelado católico romano que serviu como bispo de Anglona-Tursi (1616–1619).

## Biografia
No dia 19 de dezembro de 1616, Innico Siscara foi nomeado durante o papado de Paulo V como Bispo de Anglona-Tursi. A 31 de dezembro de 1616, foi consagrado bispo por Giovanni Garzia Mellini, cardeal-sacerdote de Santi Quattro Coronati com Galeazzo Sanvitale, arcebispo emérito de Bari-Canosa, e Alessandro Guidiccioni, bispo de Lucca, servindo como co-consagradores. Siscara serviu como Bispo de Anglona-Tursi até à sua morte, em 1619.

## Sucessão episcopal
Enquanto bispo, foi o principal co-consagrador de:
- Giovanni Dominico Giaconi, Bispo de Guardialfiera (1617);
- Nicolò Spinola, bispo de Ventimiglia (1617);
- Stephanus Penulatius, bispo de Rethymo (1617);
- Marcello Pignatelli, bispo de Jesi (1617); e
- Girolamo de Franchis, Bispo de Nardò (1617).